# 4HOPES
『4HOPES』（フォー ホープス）は、クローバーの唯一のアルバム。

## 概要
既存シングル曲と新曲に加え、各メンバー4人のソロ曲を収録。その後に発売された『Miracle Episode I』は未収録である。
タイトルの『4HOPES』は、ユニットのファンクラブの名前でもあった。

## 収録曲
1. マジスキMAGIC
  - 作詞：畑亜貴 / 作曲：菊谷知樹 / 編曲：橋本由香利
  - テレビアニメ『マジカノ』オープニングテーマ
2. それだLove!!
  - 作詞：畑亜貴 / 作曲・編曲：橋本由香利
3. Poppin' Heartはひとつだけ?
  - 作詞：畑亜貴 / 作曲：前澤寛之 / 編曲：橋本由香利
  - テレビアニメ『まもって!ロリポップ』オープニングテーマ
4. ふたりみらい（歌：宮崎羽衣）
  - 作詞：畑亜貴 / 作曲・編曲：黒須克彦
  - PlayStation 2用ゲームソフト『ショコラ 〜maid cafe "curio"〜』エンディングテーマ
5. 硝子のSunshine
  - 作詞：畑亜貴 / 作曲・編曲：黒須克彦
  - PlayStation 2用ゲームソフト『ショコラ 〜maid cafe "curio"〜』オープニングテーマ
6. わからない果実たち
  - 作詞：畑亜貴 / 作曲：黒須克彦 / 編曲：安藤高弘
  - PlayStation 2用ゲームソフト『パルフェ -Chocolat Second Style-』オープニングテーマ
7. Love Potion No.7（歌：井ノ上奈々）
  - 作詞：KENTA / 作曲・編曲：橋本由香利
8. メタモルフレンズ
  - 作詞：畑亜貴 / 作曲・編曲：太田雅友
9. First＊Kiss
  - 作詞：畑亜貴 / 作曲：小池雅也 / 編曲：4-EVER
10. キミノトナリ（歌：庄子裕衣）
  - 作詞：庄子裕衣 / 作曲・編曲：岡ナオキ
11. 最新Dream
  - 作詞：畑亜貴 / 作曲・編曲：黒須克彦
  - テレビアニメ『IZUMO -猛き剣の閃記-』エンディングテーマ
12. ハッピーエンド（歌：斎藤桃子）
  - 作詞：斎藤桃子 / 作曲：Funta / 編曲：宅見将典
13. Love Chain
  - 作詞：畑亜貴 / 作曲：Funta / 編曲：橋本由香利
14. 四つ葉物語
  - 作詞：クローバー / 作曲・編曲：橋本由香利